# Eburia confusa
Eburia confusa là một loài bọ cánh cứng trong họ Cerambycidae.